# Langtang North
Langtang North è una città della Repubblica Federale della Nigeria appartenente allo Stato di Plateau. È capoluogo dell'omonima area a governo locale (local government area) che si estende su una superficie di 1.188 km² e conta una popolazione di 140.643 abitanti.